# 好萊塢標誌
好莱坞标志（英語：Hollywood Sign），曾名好莱坞兰标志（英語：Hollywoodland Sign），位于美国加利福尼亚州洛杉矶，是当地地标，也是美国的重要文化象征。它位于圣莫尼卡山脉荷里活山的李山上，俯视洛杉矶的好莱坞区。
“好莱坞”（HOLLYWOOD）一词由九个45英尺（14）高的白色大写英文字母拼写而成，全长450英尺（140）。这一地标始创于1923年，原先是当地一个地产项目的广告，但后来地位逐渐提升。好莱坞标志曾经频繁遭遇恶作剧和毁坏，但此后经过了修缮，安装了安全系统以抵御这类行为。非盈利组织“好莱坞标志信托”对这一地标进行维护和推广工作。
从地面看，山丘的地势使好莱坞标志呈波浪式，但在一定高度观察，这些字母事实上是基本平行的。
好莱坞标志在流行文化中频繁出现，尤其是在电影和电视中频繁作为好莱坞地区定场镜头的主要对象。世界上有许多与之形态类似的标志。

## 历史

### 起源
好莱坞标志建于1923年，原先写作“好莱坞兰”（HOLLYWOODLAND），用于推广一个建于好莱坞区山丘上的地产项目。地产大亨H.J. 惠特利在惠特利高地已经使用了一个类似的标志以推广他先前的一个项目，他向自己的好友，《洛杉矶时报》的所有者哈里·钱德勒建议应该在好莱坞地区建造一个类似的标志。地产开发商伍德鲁夫和舒尔茨将此项目称作“好莱坞兰”，将之宣传为“位于好莱坞山的优质而廉价的居住环境”。
于是他们雇用了新月标志公司（Crescent Sign Company）在山头搭建十三个面朝南方的字母。公司的所有者托马斯·菲斯克·戈夫（1890–1984）亲自设计了这一标志。每一个字母宽30英尺（9.1），高50英尺（15），整个标志上安装了近4,000个灯泡，将以“HOLLY”——“WOOD”——“LAND”——全标志的顺序亮起，标志下方还安装了一个探照灯。支撑标志的金属杆由骡子驮至此地。此标志的造价为21,000美元（2011年约换算为250,000美元）。
该标志于1923年正式落成（具体日期不详），原先只计划使用一年半，但在洛杉矶的电影产业崛起之后，这一标志取得了世界范围的声望，于是便得到了保留。

### 衰败

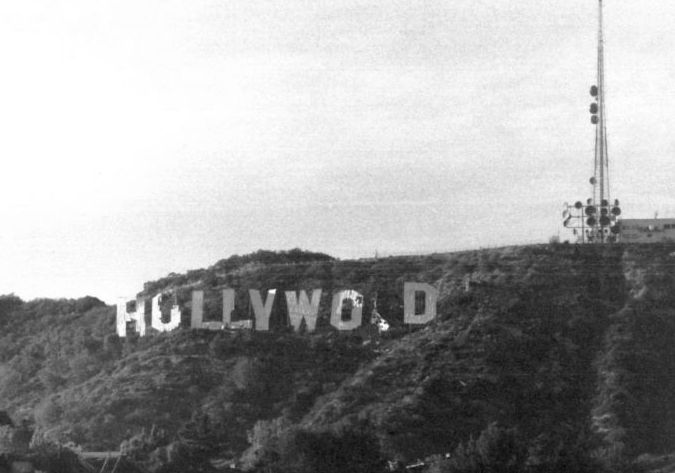
20世纪70年代好莱坞标志陷入了最为衰败的境地

原先只计划摆放18个月的好莱坞标志在此后近半个世纪的时间内逐渐毁坏和衰败。
20世纪40年代初，好莱坞标志的管理者阿尔伯特·科瑟在一宗事故中毁坏了字母“H”。他酒后驾车失控，由李山山顶冲下了字母“H”背后的山崖。科瑟本人没有受伤，但他的座驾1928年款福特A型车以及标志上的字母都被摧毁了。
1949年，好莱坞商会与洛杉矶市公园管理部合作开始维修和重建好莱坞标志。他们计划将“LAND”删去，只留下“HOLLYWOOD”以指代好莱坞地区，而非当年的好莱坞兰地产项目。公园管理部将照明的费用归于商会名下，于是商会决定不更换灯泡。这一修缮在一定程度上使标志得到了新生，但它的木制和金属支架的状况继续恶化。至70年代，第一个字母“O”已经损坏，形似一个小写的“u”，第三个“O”则完全倒塌，整个衰败的标志此时形似“HuLLYWOD”。

### 修复

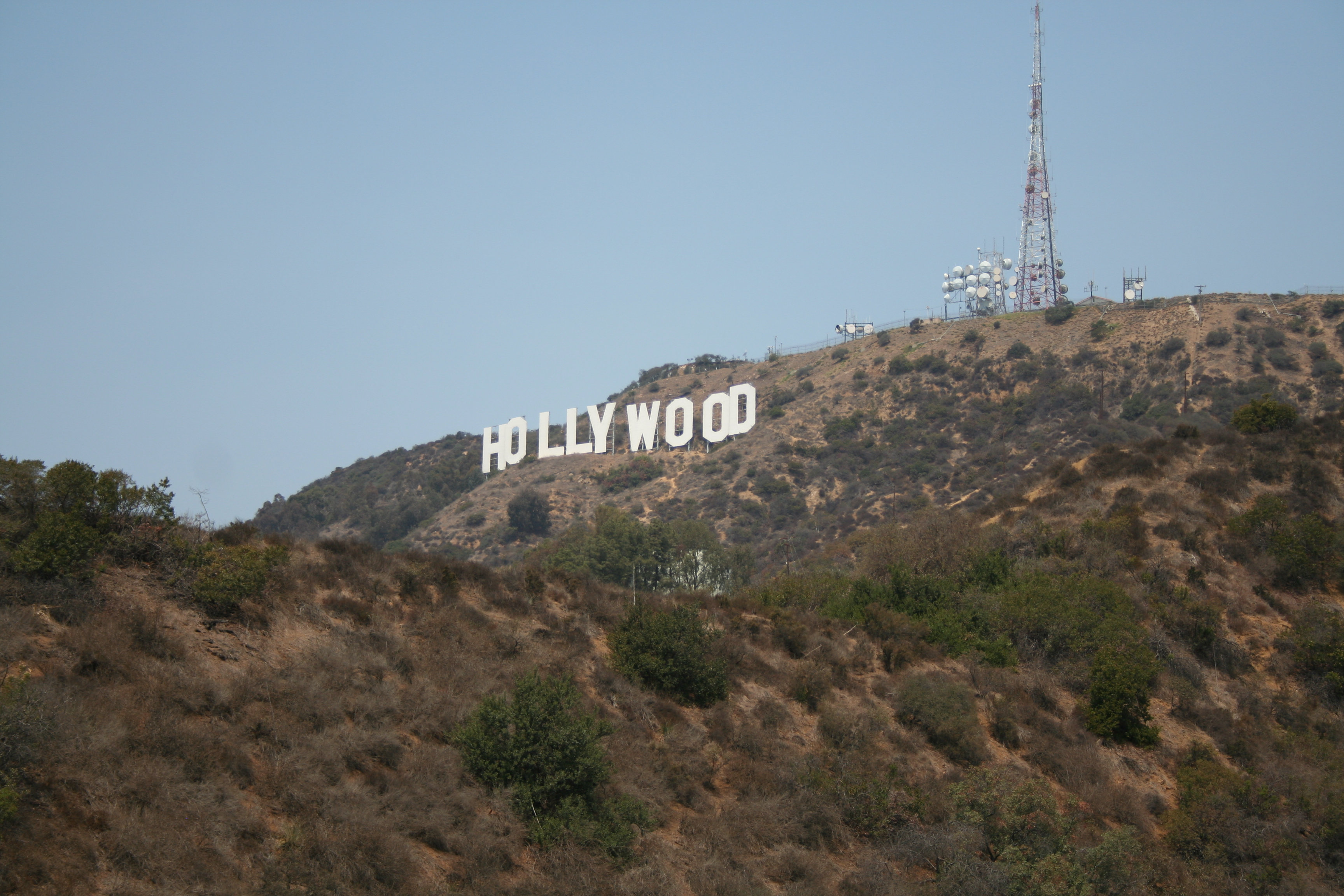
从好莱坞山远眺标志

1978年，在《花花公子》杂志创始人休·海夫纳的推动之下，好莱坞商会决定更换原先已经十分破败的标志。九名捐款者各捐出27,700美元（共249,300美元）以资助全新的、更加耐用的钢制标志（见下文捐款者）。
新的字母高45英尺（14），宽度在31至39英尺（9.4至11.9）不等。新的标志于1978年11月14日，好莱坞建立75周年时正式推出，超过6000万观众收看了这一电视直播。
由Bay Cal Commercial Painting资助的修缮工程于2005年11月开始。工人们将字母拆回原先的金属支架状，然后重新刷上白色油漆。

#### 捐款者

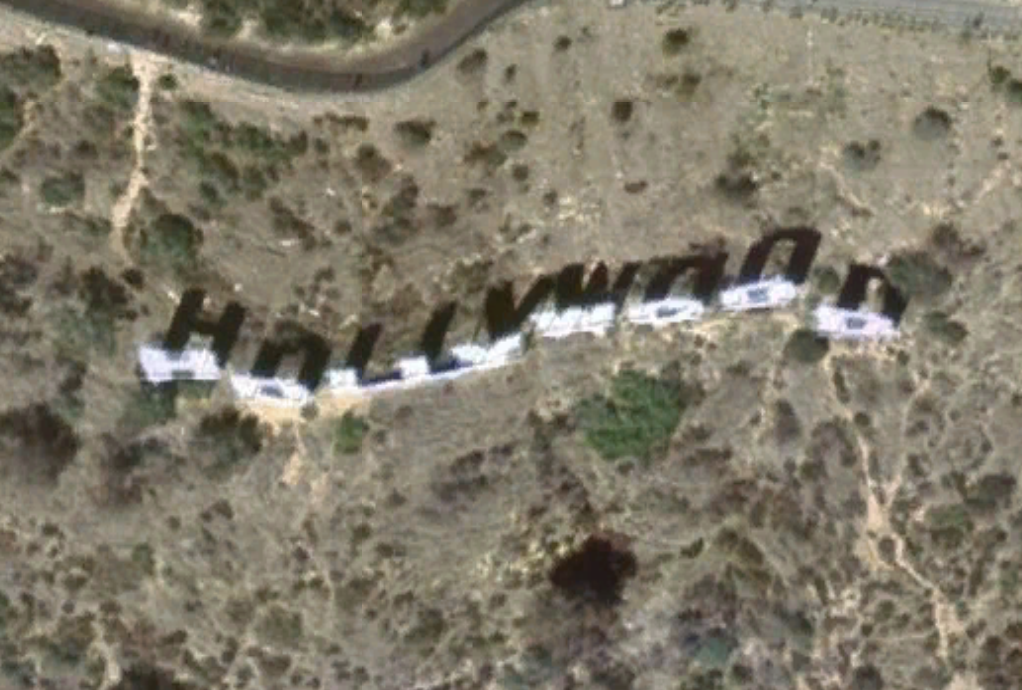
好莱坞标志卫星图

1978年的修复计划中，下列九人各自捐出了27,700美元（合计249,300美元）：
- H – 泰伦斯·多纳利 – 《好莱坞独立报》的出版商
- O – 乔瓦尼·马扎 – 意大利电影制片人
- L – 莱斯·凯利 – 凯利蓝书（英语：Kelley Blue Book）创始人
- L – 吉恩·奥特里 - 演员
- Y – 休·海夫纳 – 《花花公子》创始人
- W – 安迪·威廉斯 – 歌手
- O – 华纳兄弟唱片公司
- O – 爱丽丝·库珀 – 歌手，为纪念他的好友，喜剧演员格魯喬·馬克思
- D – 托马斯·普利 — 以马修·威廉姆斯为名捐献

### 佩格·恩特維斯特的自殺
1932年9月16日星期五，24歲的女演員佩格·恩特維斯特利用工人的梯子爬上「H」字母頂上，然後跳下來自殺身亡。

## 位置

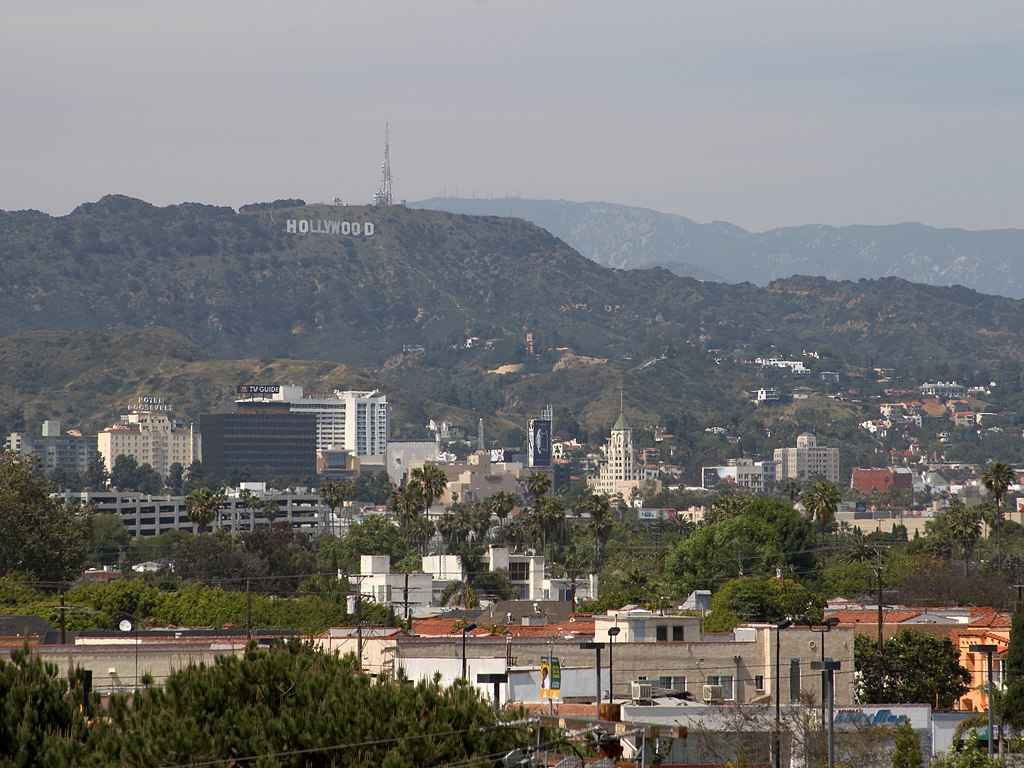
由西好莱坞的圣莫尼卡大道远眺；好莱坞大道在几个街区之外；好莱坞罗斯福酒店在左侧可见。

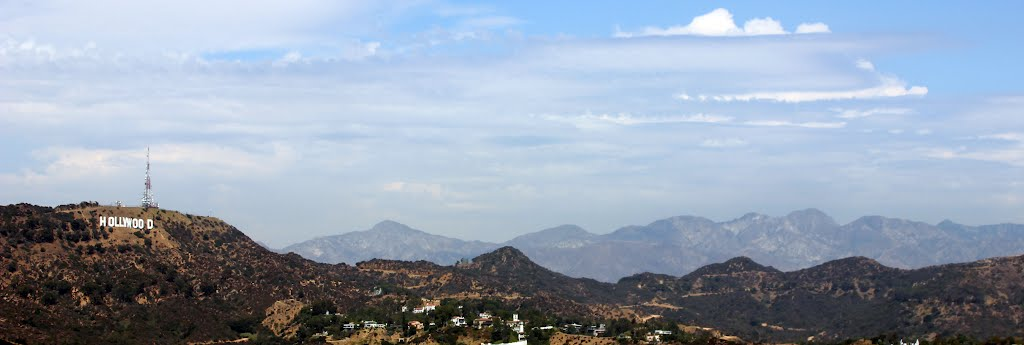
由伦延谷公园远眺，背景为圣盖博山。

好莱坞标志位于格里斐斯公园，李山 (加利福尼亚州)的南坡，穆赫兰公路北侧，森林草坪纪念公园公墓南侧。
这一标志坐落于崎岖的陡坡之上，周围有路障以阻止未许可的进入。2000年，洛杉矶警察局在此安装了安全系统，包括移动监测和闭路电视。在此区域内的任何活动都会立刻触发警铃，为警局所知晓。
- 34°08′02.56″N 118°19′18.00″W / 34.1340444°N 118.3216667°W
- 海拔：1,578英尺（481）